# FRA-Gesetz
Das FRA-Gesetz (FRA-lagen auf Schwedisch) ist ein schwedisches Gesetzgebungspaket, welches den Staat befugt, ohne richterlichen Vorbehalt alle Telefon- und Internetverbindungen abzuhören, die die schwedische Grenze passieren. Es wurde am 18. Juni 2008 mit einem Votum von 143 zu 138 vom schwedischen Parlament verabschiedet, wobei sich ein Abgeordneter enthielt und 67 weitere Abgeordnete nicht anwesend waren. Das Gesetz trat am 1. Januar 2009 in Kraft.
Genauer ist „FRA-Gesetz“ die übliche Bezeichnung für das neue Gesetz, ebenso wie verschiedene Veränderungen an bereits existierenden Gesetzen, formell bezeichnet als Gesetzentwurf 2006/07:63 – Ein angepasster Militärnachrichtendienst (auf Schwedisch: proposition 2006/07:63 – En anpassad försvarsunderrättelseverksamhet). Es wurde als Anti-Terror-Gesetz eingebracht und gibt der Behörde Försvarets radioanstalt (FRA) das Recht der Durchführung von Signals Intelligence an allen Internetknotenpunkten, die Datenverkehr über schwedische Grenzen leiten, obwohl Experten argumentieren, dass es unmöglich sei, zwischen internationalen und nationalem Datenverkehr zu unterscheiden.
Nachrichten des schwedischen Staatsfernsehens und weitere Quellen  berichten, dass die FRA in Wirklichkeit seit einem Jahrzehnt Abhöraktionen gegen schwedische Bürger durchführt. Nach Angaben des Försvarets radioanstalt Generaldirektors Ingvar Åkesson zerstöre die Behörde die gesammelten Daten nach 18 Monaten, jedoch bestätigte sie, dass sie tatsächlich nicht nur Informationen von Ausländern, sondern ebenso von Schweden sammelten, wie das Auffinden von schwedischen Suchbegriffen, angewendet auf die gesammelten Daten, vermuten lasse.

## Protest und Kritik

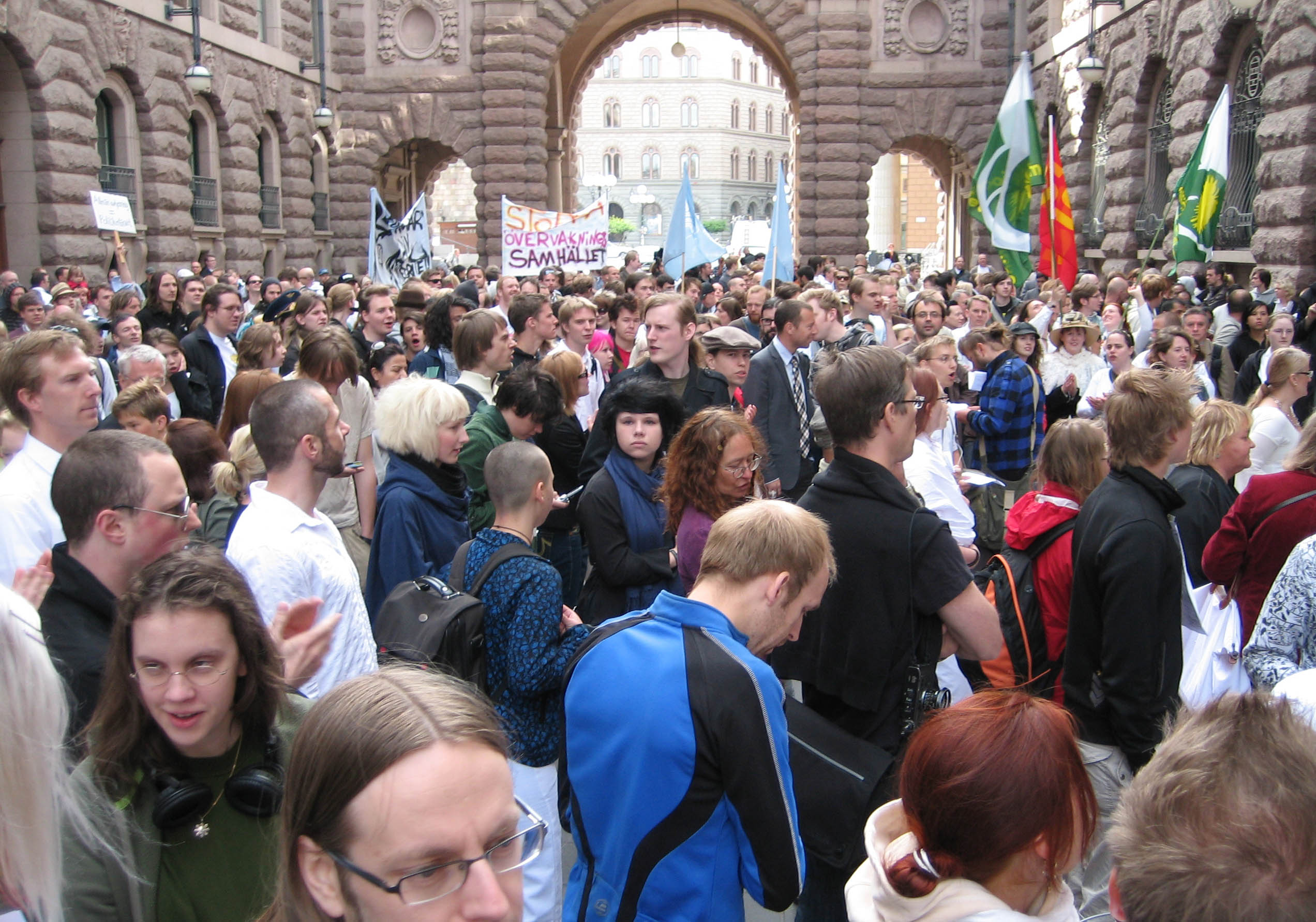
Protest gegen das Gesetz in Stockholm.

Das Gesetz traf auf Proteste und Opposition in der gesamten schwedischen politischen Landschaft, wobei selbst die Jugendorganisationen der Parteien in der Regierungskoalition gegen das Gesetz waren. Praktisch alle wichtigen Zeitungen sprachen sich gegen das Gesetz aus, ebenso Lobbyorganisationen wie der schwedische Journalistenverband und die schwedische Anwaltskammer. Telekommunikations- und Internetfirmen wie etwa Google, Bahnhof AB und TeliaSonera nahmen eine kritische Haltung gegen das Gesetz ein. Zudem wurden Befürchtungen laut, dass das Gesetz ausländische Investitionen in Schweden verhindern könnte. Es könnte möglicherweise zu einem Gerichtsverfahren vor dem Europäischen Gerichtshof für Menschenrechte führen. Es wurden regelmäßig Proteste und Demonstrationen in der Hauptstadt Stockholm und in anderen wichtigen Städten gehalten.
Am 8. August 2008 berichtete die schwedische Boulevardzeitung Aftonbladet, dass nach jüngsten Befragungen 51 % der Schweden gegen das Gesetz waren, im Vergleich zu 47 % im Juni 2008. Zudem gab die Zeitung an, das Vertrauen in Schwedens Ministerpräsident Fredrik Reinfeldt könnte in Gefahr sein.